# André Frank Zimpel

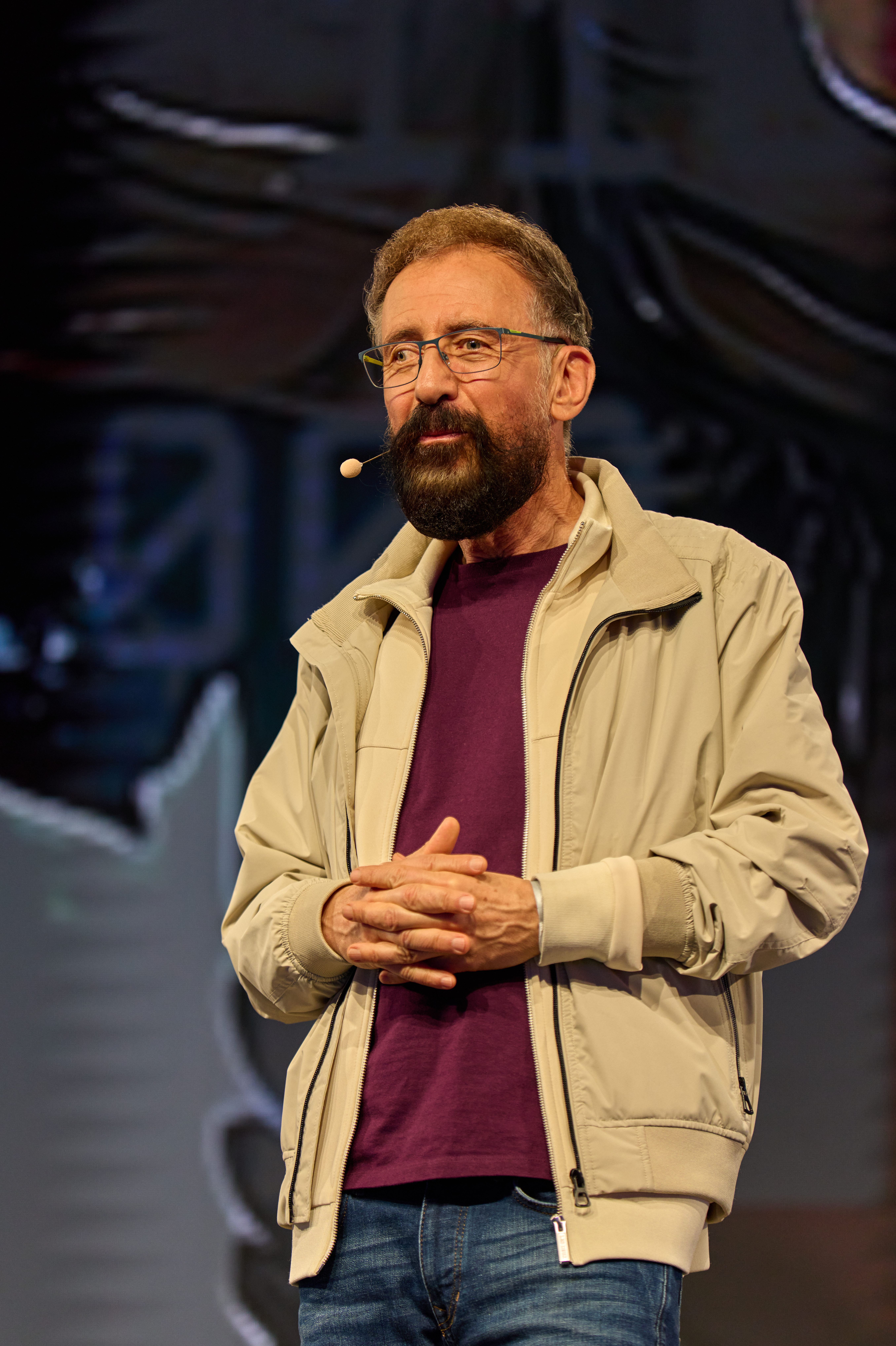
André Frank Zimpel, 2025

André Frank Zimpel (* 1960 in Magdeburg) ist ein deutscher Psychologe, Erziehungswissenschaftler und Hochschullehrer.

## Leben
Nach dem Studium der Mathematik, Malerei und Graphik, Sonderpädagogik, Psychologie und Neurologie in Magdeburg, Leipzig und Berlin, der Promotion 1985 in Psychologie (Facultas Docendi für Rehabilitationspsychologie) an der Otto-von-Guericke-Universität Magdeburg und der Habilitation 1993 (Venia legendi für Sonderpädagogik und Diagnostik) an der Universität Bremen ist er seit 1994 Professor für Erziehungswissenschaft (Pädagogik bei Behinderung und Benachteiligung) an der Universität Hamburg.
Seine Forschungs- und Arbeitsschwerpunkte sind Syndromanalyse, Neurodiversität, Neuropsychologie, Anthropologie, Spieltheorie und Lernschwierigkeiten. Zimpel ist wissenschaftlicher Leiter des Zentrums für Neurodiversitätsforschung (ZNDF) in Hamburg/Eppendorf.

## Schriften (Auswahl)
- Lasst unsere Kinder spielen! Der Schlüssel zum Erfolg. 2. Auflage, Vandenhoeck & Ruprecht, Göttingen 2013, ISBN 978-3-525-70129-4.
- Zwischen Neurobiologie und Bildung. Individuelle Förderung über biologische Grenzen hinaus. 2. Auflage. Vandenhoeck & Ruprecht, Göttingen 2013, ISBN 978-3-525-70125-6.
- Der zählende Mensch. Was Emotionen mit Mathematik zu tun haben. Vandenhoeck & Ruprecht, Göttingen 2012, ISBN 978-3-525-31542-2.
- Spielen macht schlau! Warum Fördern gut ist, Vertrauen in die Stärken Ihres Kindes aber besser. Gräfe und Unzer, München 2014, ISBN 3-8338-3568-0.
- Einander helfen. Der Weg zur inklusiven Lernkultur. Vandenhoeck & Ruprecht, Göttingen 2014, ISBN 3-525-70170-5.
- mit Kim-Lena Hurtig-Bohn, Angela Kalmutzke, Torben Rieckmann, Alfred Christoph Röhm: Trisomie 21. Was wir von Menschen mit Down-Syndrom lernen können. 2000 Personen und ihre neuropsychologischen Befunde. Vandenhoeck & Ruprecht, Göttingen 2016, ISBN 978-3-525-70175-1.
- Wahnsinnig intelligent. Die verborgenen Potenziale neurodivergenter Menschen. Goldmann, München 2025, ISBN 978-3-442-31773-8.